# محمد سعيد طيب
محمد سعيد طيب، من مواليد سنة 1939 في مكة، ناشر ومحامي وناشط سياسي معروف من السعودية. شغل منصب العضو المنتدب لشركة تهامة للإعلان والنشر - كبرى شركات الاعلام العربي - لربع قرن، نشر من خلالها أغلب الإنتاج الأدبي لحمزة شحاتة، محمد علي مغربي، طاهر زمخشري، محمد حسين زيدان، أحمد السباعي، محمد حسن عواد، أمين مدني، أحمد قنديل، وحمزة بوقري وغيرهم.
ولطيّب صالون ثقافي شهير في مدينة جدة باسم (الثلوثية). كان في خمسينات القرن العشرين من المتحمسين لمشاريع جمال عبد الناصر في المنطقة، الأمر الذي سبب له المتاعب في عهد الملك فيصل بن عبد العزيز، حيث أدخلته كتاباته وآراؤه السجن عدة مرات، كما تعرض تنظيمه للطلاب الأحرار في الستينات إلى التنكيل وسجن مؤسسيه؛ محمد سعيد طيب وعصام قدسي. يعد محمد سعيد طيب الأب الروحي لليبرالية في السعودية، وكان من أوائل من طالبوا بالإصلاح السياسي على أسس مدنية، ساهم في كتابة العريضة المدنية الأولى المقدمة إلى الملك فهد بن عبد العزيز عام 1992، مشاركة مع محمد عبده يماني وعبد الله مناع، والتي على أثرها أصدر الملك فهد قراراته التاريخية من تشكيل مجلس الشورى، واصدار نظام حكم، ونظام مناطق إدارية. كان محمد سعيد طيّب من أوائل من طالبوا بالحوار الوطني، في كتاب له تحت اسم مستعار باسم (مثقفون.. وأمير).
كان من القيادات التي بلورت عريضتي الإصلاح المطالبتين بالتحول لملكية دستورية «الرؤية» و«الإصلاح الدستوري أولا» المقدمتين إلى (ولي العهد آن ذاك) عبد الله بن عبد العزيز في 2003. اعتقل على إثر نشاطه السياسي هو و11 من رموز الإصلاح في القضية الذي تطورت مجرياتها لتُعرف بقضية الإصلاحيين الثلاثة ومنع من السفر في ليله زفاف ابنته في القاهرة.

## موقفه من التيار الإسلامي
موقفه يعبر عنه حرصه على لقاء الشيخ سفر الحوالي، في 17 مايو 2003، حيث قال عنه:
«صدقني لم أجد فيه إلا النبل والشهامة وقدرة مذهلة على الفهم وحرص لا يصدق على المصالح العليا للأمة».
ومن أجل أولئك الذين لا يزالون يشككون بإخلاصه يضيف قائلاً:
«إن علاقاتي مع التيار الديني وشخصياته وقياداته ليست مجرد علاقات تكتيكية كما يتخيل البعض ولكنها على العكس تماماً ثمار لقناعات راسخة من أجل خير هذا البلد».
ويختتم الطيب قائلاً: «إنني مقتنع تماماً إنه يوجد بيننا وبينهم مبادئ وقواسم مشتركة نتفق عليها ونريدها بجدية وإخلاص للتطوير والارتقاء خاصة في هذه الأوقات العصيبة».

## روابط خارجية
- محمد سعيد طيب على موقع أرشيف الشارخ.
- موقع محمد سعيد طيب الرسمي